# Abbaye Sainte-Marie de Pierredon
L' abbaye Sainte-Marie de Pierredon est une ancienne abbaye chalaisienne, fille de l'abbaye Notre-Dame de Boscodon, fondée en 1205.

## Historique
Michel de Mouriès, évêque d'Arles, cède en 1205 à Jourdan, abbé de l'abbaye Notre-Dame-de-Chalais et Guillaume, abbé de l'abbaye Notre-Dame de Boscodon, l'église Sainte-Marie-de-Pierredon à Saint-Rémy-de-Provence pour y établir un monastère qui comprendra une douzaine de moines à ses débuts. Les moines de Boscodon essaiment vers Prads-Haute-Bléone et fondent l'abbaye Notre Dame de Faillefeu (1144-1150), abbaye de Valbonne (Valbonne) (1200). La donation de Lure (abbaye Notre-Dame de Lure) permet un développement vers la Provence  avec l'abbaye de Clausonne (1185), l'abbaye Notre-Dame de Clairecombe (1195) et l'abbaye Sainte-Marie de Pierredon.
Après l'échec d'affiliation avec l'abbaye de Bonnevaux (Cîteaux), la maison mère de Chalais disparaît et ne laisse en 1303, à sa disparition, que Boscodon, Clausonne et Pierredon. Pierredon devient prieuré dépendant de Boscodon.
En 1550, le prieuré est probablement acheté par la commune de Saint-Rémy-de-Provence qui le revendra ultérieurement. Les prieurs entretiennent les bâtiments et de l'église qui reste ouverte au culte. 
Après le départ des moines, la Révolution épargna l'abbaye qui resta longtemps à l'abandon, puis fut vendue. En 1800, les bâtiments sont unifiés par une façade donnant sur une cour fermée par des grilles.

## Architecture

### L'église abbatiale
Elle voit le jour au XIIe siècle, avant la fondation de l'abbaye qui sera construite après celle de l'abbaye Notre-Dame de Valbonne (1205), sous le vocable de Sainte-Marie. Elle de style roman et possède deux travées et un cul de four, ainsi qu'une porte en plein cintre à claveau et un petit clocher carré d'origine.

### Les bâtiments conventuels
La grande cour comporte une colonnade.

### Les jardins
Les jardins de l'abbaye, longtemps à l'abandon, furent restaurés par Alexandre Lafourcade.

#### Le jardin bas
Il comporte une vasque entourée de marronniers centenaires, la perspective de ce jardin est ponctuée par trois fontaine et des parterres de fleurs.

#### Le jardin clos
Il renferme aujourd'hui une piscine entourée de treilles habillées de rosiers et d'anciens cépages de vigne.

## Personnalités liées à l'abbaye
- Charlotte Casiraghi, membre de la famille princière de Monaco, et Dimitri Rassam s'y sont mariés religieusement le 29 juin 2019[2].

## Sources
- Fiche Mérimée PA.00081441